# Леократ (стратег)
Леократ (др.-греч. Λεωκράτης), сын Стребия — афинский военачальник V века до н. э.
Античные свидетельства о жизни Леократа связаны с его военной деятельностью. В 479 году до н. э. он был стратегом афинян в битве при Платеях и подчинялся стратегу-автократору Аристиду. В начале 450-х годов до н. э. Леократ командовал афинским флотом, который разбил эгинян с союзниками, а также последующей длительной осадой Эгины.

## Биография
В античных источниках Леократ впервые упомянут в связи с событиями Платейской битвы между объединённой армией греков и персами в 479 году до н. э. Согласно Плутарху, он и Миронид были «товарищами по должности» Аристида, то есть афинскими стратегами. После сражения он, вместе с Миронидом, не соглашался уступить спартанцам «награду за храбрость». Как пишет Плутарх, греки были близки к междоусобице и только благодаря дипломатическим талантам Аристида и некоего коринфянина Клеокрита награду присудили третьей стороне — платейцам.
Следующие упоминания Леократа связаны с событиями Малой Пелопоннесской войны. Леократ в 459/458 году до н. э. командовал афинским флотом, который победил эгинян. В ходе сражения было, согласно Фукидиду, захвачено 70 кораблей. Затем Леократ высадился с войском на острове и начал осаду главного города Эгины. Пелопоннессцы отправили на помощь Эгине 300 гоплитов, а также начали военные действия в Мегариде. Таким образом они стремились заставить афинян снять осаду и перебросить армию на материк. Эти планы не увенчались успехом, и Эгина пала в 457 году до н. э. Диодор Сицилийский несколько по-другому передаёт ход событий. Согласно данному автору, вначале афиняне сразились с коринфянами и эпидаврийцами около одного из островков Саронического залива, а лишь затем — с эгинянами. По версии данного автора, Леократ осаждал Эгину девять месяцев. При анализе двух античных источников, современные авторы находят изложение Диодора Сицилийского противоречивым. Историк К. Ю. Белох доказывал, что осада Эгины началась самое позднее ранним летом 458 года до н. э., а закончилась не ранее осени 457 года до н. э. после битвы при Энофитах. Возможно Леократ осаждал Эгину 9 месяцев потому, что закончился срок его пребывания стратегом и из Афин прислали нового руководителя затянувшейся осады. После завершения осады афиняне срыли эгинские стены, а сам остров стал частью Афинского морского союза.

## Оценки
Из античных источников ничего неизвестно относительно политической принадлежности Леократа, его взаимоотношениях с Периклом. Историк В. Р. Гущин называл его представителем аристократической партии, который выдвинулся на первый план благодаря своим военным заслугам. Мнение об аристократическом происхождении Леократа основано на занятии им должности стратега. Её в первой половине V века до н. э. в Афинах получали исключительно люди знатного происхождения.
В историографии долгое время была принята точка зрения, изложенная ещё у Плутарха: «Он [Перикл] сорок лет первенствовал среди Эфиальтов, Леократов, Миронидов, Кимонов, Толмидов и Фукидидов». Тот же автор называл Перикла, а не Леократа, инициатором завоевания Эгины, которую политик советовал «удалить, как гнойник Пирея». Однако при описании его заслуг приходится в основном говорить о «Перикловом веке» и о достижениях афинской демократии в политическом и культурном планах. Современные историки подчёркивают, что при всём громадном вкладе Перикла в военно-политическую жизнь Эллады, афинская демократия не была его творением. Леократ вместе с другими стратегами, как к примеру Миронидом и Толмидом, стал играть одну из ключевых ролей в Древних Афинах во время Малой Пелопоннесской войны. На тот момент Перикл хоть и был влиятельным политиком и стратегом, который руководил контингентами войск афинян, но всё же оставался на вторых ролях.

## В литературе
После битвы при Платеях Симонид посвятил Леократу эпиникий. Сам стратег посвятил в дар Гермесу статую, в связи с чем Анакреонт написал эпиграмму:
Стребия сын Леократ! Когда для Гермеса поставил
Статую, ты не забыл пышноволосых Харит.
(Также при них Академию деву, с ладони которой
Не устаю всем возвещать о твоей доброте).
В Палатинской антологии автором эпиграммы назван Симонид. На постаменте статуи было лишь первое двустишие, второй дистих появился в книжном варианте. Кто в эпиграмме назван Академией, неизвестно. Возможно, это женская ипостась героя Академа.